# Bâtiment administratif de l'hôpital de Kragujevac
Le bâtiment administratif de l'hôpital de Kragujevac (en serbe cyrillique : Управна зграда болнице у Крагујевцу ; en serbe latin : Upravna zgrada bolnice u Kragujevcu) se trouve à Kragujevac, dans le district de Šumadija, en Serbie. Il est inscrit sur la liste des monuments culturels protégés de la république de Serbie (identifiant no SK 1491).

## Présentation
Le bâtiment a été construit dans l'entre-deux-guerres dans un style éclectique marqué par l'académisme.
La façade s'organise symétriquement de part et d'autre d'une avancée centrale proéminente où se trouve la porte d'entrée. L'édifice est constitué d'un sous-sol, d'un haut rez-de-chaussée et d'un étage. Les façades sont sobrement décorées, avec des pilastres faiblement marqués, des cordons et un encadrement autour des fenêtres.
Le bâtiment administratif est situé dans le centre clinique (en serbe : Klinički centar) et il abrite toujours l'administration de l'hôpital. Ce monument culturel est l'un des plus importants monuments liés à la santé sur le territoire de Kragujevac.